# Rede Mais Família
Rede Mais Família é uma emissora de televisão brasileira sediada em Santa Inês, cidade do estado do Maranhão. Opera no canal 19 UHF digital e pertence ao Grupo Patati Patatá. A emissora tem seu sinal baseado em São Paulo.

## História
A concessão da atual Rede Mais Família veio da antiga TV Itapicuru Ltda. (pelo Decreto no 96.809, de 28 de setembro de 1988) que foi transferida à TV Maranhão Central Ltda. (pelo Decreto de 9 de fevereiro de 1998, publicado no Diário Oficial da União no dia seguinte), e ambas retransmitiram a Rede Globo.
Em 1999, o Grupo Mirante comprou a TV Maranhão Central da família do empresário e político Nagib Haickel. Após isso, a TV Maranhão Central passou a ser afiliada da Rede Globo, assim deixando de retransmitir a programação do SBT, que passou a ser retransmitida pela TV União dos Vales.
Em dezembro de 2001, a emissora foi comprada pelo Grupo Estado, que mudou a razão social para Rádio Eldorado Ltda, e em 4 de janeiro de 2002, o nome da emissora foi mudado para TV Eldorado, e então passou a ser afiliada da TV Cultura, a primeira no Maranhão. O grupo tinha um projeto de tornar a TV Eldorado uma rede nacional no prazo de dois anos, com o sinal gerado a partir do Maranhão.
Em 9 de maio de 2002, recebe autorização do Ministério das Comunicações para operar como retransmissora no canal 36 UHF analógico de São Paulo. No entanto, com a chegada de 2003, ano em que tinha planos de se tornar uma rede nacional, isso não se concretiza, embora tenha conseguido ter mais audiência nas manhãs de Santa Inês.
Em 2006, trocou a TV Cultura pela TV Aparecida, tornando-se a primeira afiliada da recém-criada rede de TV católica. O canal conseguia boa audiência nas manhãs de domingo, já que retransmitia ao vivo as missas oriundas da Catedral Basílica de Nossa Senhora Aparecida.
Em 2008, a TV Eldorado estreou o telejornal Em Dia Com a Cidade, que era gerado direto do seu estúdio. O telejornal era mais voltado a notícias locais de Santa Inês.
Em 10 de junho de 2010, deixa a TV Aparecida e a passa a ser afiliada do Esporte Interativo, canal que anteriormente estava apenas na TV por assinatura e em outras redes. Inicialmente, foi informado que o Esporte Interativo teria comprado o canal, mas posteriormente foi informado de que se tratava de arrendamento.
Em 15 de março de 2017, faltando 14 dias para o encerramento do sinal analógico na Grande SP (até 29 de março), a TV Eldorado iniciou suas transmissões digitais através do canal 36 UHF digital, e retirou o sinal analógico do ar. No dia seguinte (16 de março), iniciou suas transmissões digitais no canal 19 UHF em Santa Inês como geradora, tornando-se a primeira emissora da TV da cidade e região a ter sinal digital.
Em 9 de agosto de 2018, a Turner (dona do Esporte Interativo BR e os canais EI 1 e EI 2 na TV por assinatura) anunciou que os canais seriam encerrados em 40 dias, sob alegação de prejuízo em suas transmissões que seriam transferidas para a TNT e Space (também da Turner) além de seguir com seus aplicativos. O anúncio pegou de surpresa os telespectadores e a programação dos três canais passaram a ser de reprises de programas antigos às 11 horas, até o encerramento dos mesmos em 25 de setembro. No entanto, apesar do encerramento do EI BR tanto em TV aberta como por assinatura, a TV Eldorado continuou exibindo a programação do extinto canal com a programação local direto do Maranhão, levando os telespectadores paulistas e maranhenses a reclamarem das constantes reprises de programação da extinta rede.
Em outubro de 2020, o empresário Rinaldi Faria, criador da dupla de palhaços Patati Patatá, adquiriu o canal junto com a Rede 41 da cidade de Pirassununga no interior de São Paulo.

Antigo logotipo da emissora, utilizado até 2020.

Em 20 de novembro, a TV Eldorado deixou de transmitir o conteúdo do Esporte Interativo e passou a se chamar Rede Mais Família, passando a gerar os seus próprios programas, e sua programação estava em período de testes. Em 1.ª de dezembro a emissora se expandiu para o Rio de Janeiro, substituindo uma retransmissora da Boas Novas.
Em 7 de abril de 2025, é noticiado que o canal daria lugar a versão televisiva do portal SBT News, em uma parceria envolvendo o empresário Rinaldi Faria e o Grupo Silvio Santos. A escolha da frequência se deve pelo fato da Rede Mais Família estar disponível em boa parte do país, tendo também retransmissoras autorizadas pela ANATEL. Previsto inicialmente para ser lançado em 90 dias, mas com a transmissão dos programas em caráter provisório no YouTube e no serviço de streaming +SBT, o canal-mãe informou em nota que se tratava de um serviço embrionário e que não seria lançado de imediato.